# João dà Câmara
João Gonçalves Zarco da Câmara (Lisbona, 27 dicembre 1852 – Lisbona, 2 gennaio 1908) è stato un drammaturgo portoghese.
Nel 1901 è stato candidato al premio Nobel per la letteratura.

## Biografia
Figlio del conte di Ribeira Grande, Francisco de Sales Gonçalves Zarco da Câmara e Ana da Piedade de Brígida Senhorinha Francisca Máxima Mascarenhas da Silva, divenne un importante drammaturgo in lingua portoghese alla fine del XIX secolo. Ha studiato a Lisbona presso il Colegio Campolide, e successivamente all'Università di Leuven in Belgio. Ritornò in Portogallo alla morte del padre nel 1872, e studiò a Lisbona, al Politecnico e all'Istituto Industriale. Sviluppò la sua carriera professionale come ingegnere dei lavori pubblici nelle ferrovie portoghesi: costruzione della diramazione per Cáceres e delle linee Sintra e Cascais, per poi dirigere l'Amministrazione Centrale delle Ferrovie. Successivamente abbandonò l'attività di ingegnere e si dedicò completamente alla professione di scrittore.
Ha iniziato a scrivere brevi commedie in un atto già al liceo (O Diabo, Nobreza e Bernarda no Olimpo). Tuttavia, sarebbe il dramma storico, D. Afonso VI, colui che gli avrebbe portato il successo. Lo spettacolo fu presentato in anteprima il 13 marzo 1890 al Teatro Nacional D. Maria II e presentava i migliori attori portoghesi dell'epoca. L'opera si inserisce in un tema classico della letteratura portoghese, Alfonso VI del Portogallo, e con lui la lotta per il trono. I critici teatrali hanno notato nell'opera di João da Câmara la notevole fluidità dei dialoghi (nonostante la versificazione in dodici sillabe), l'umanità e la costruzione psicologica dei personaggi, nonché l'equilibrio tra ricerca e adattamento storico, e creazione artistica.
Al successo di D. Alfonso VI seguì Alcácer Quibir, un altro dramma storico che ricrea la vigilia della battaglia di Alcazarquivir, che decise il destino del Portogallo. Un capolavoro fu senza dubbio anche la commedia Os Velhos, rappresentata per la prima volta l'11 marzo 1893 nello stesso teatro Doña Maria. All'epoca non fu ben accolto dal pubblico e dalla critica, e i suoi meriti furono riconosciuti solo in seguito. È un testo realistico, la cui azione si svolge nell'Alto Alentejo, nel momento in cui la regione non sarà più isolata dai lavori ferroviari. Secondo le parole del critico teatrale Luiz Francisco Rebello, lo spettacolo "ha gettato le basi per una vivace galleria di creature reali, catturate nella diversità dei loro temperamenti, ossessioni e affetti". La sua opera successiva, di natura simbolica e influenzata dal drammaturgo belga Maurice Maeterlinck, O Pântano, fu presentata per la prima volta il 10 novembre 1894. Seguiranno A Toutinegra Real, O Ganha-Perde, A Triste Viuvinha e Meia-Noite. Nel 1898 presentò con successo la prima della serie A Rosa Enjeitada, un'opera adattata nel 1929 per l'operetta.

## Opere

### Teatro
- Nobreza (1873)
- D. Brízida (1888)
- D. Afonso VI (1890)
- Alcácer Quibir (1891)
- O Burro do Senhor Alcaide (1891)
- Os Velhos (1893)
- Pântano (1894)
- A Toutinegra Real (1895)
- O Ganha-Perde (1895)
- O Beijo do Infante (1898)
- Meia-Noite (1900)
- Rosa Enjeitada (1901)
- Os Dois Barcos (1902)
- O Poeta e a Saudade (1903)
- Casamento e Mortalha (1904)

### Prosa
- El-Rei (1894)
- Novas do outro mundo - Carta de João Deus aos estudantes (1896)
- Contos (1900)
- O Conde de Castelo Melhor (1903)
- Contos do Natal (1909)

### Poesia
- A Cidade (1908)